# Iole viridescens
Iole viridescens е вид птица от семейство Pycnonotidae.

## Разпространение
Видът е разпространен в Бангладеш, Индия, Мианмар и Тайланд.